# Гомотетрамер

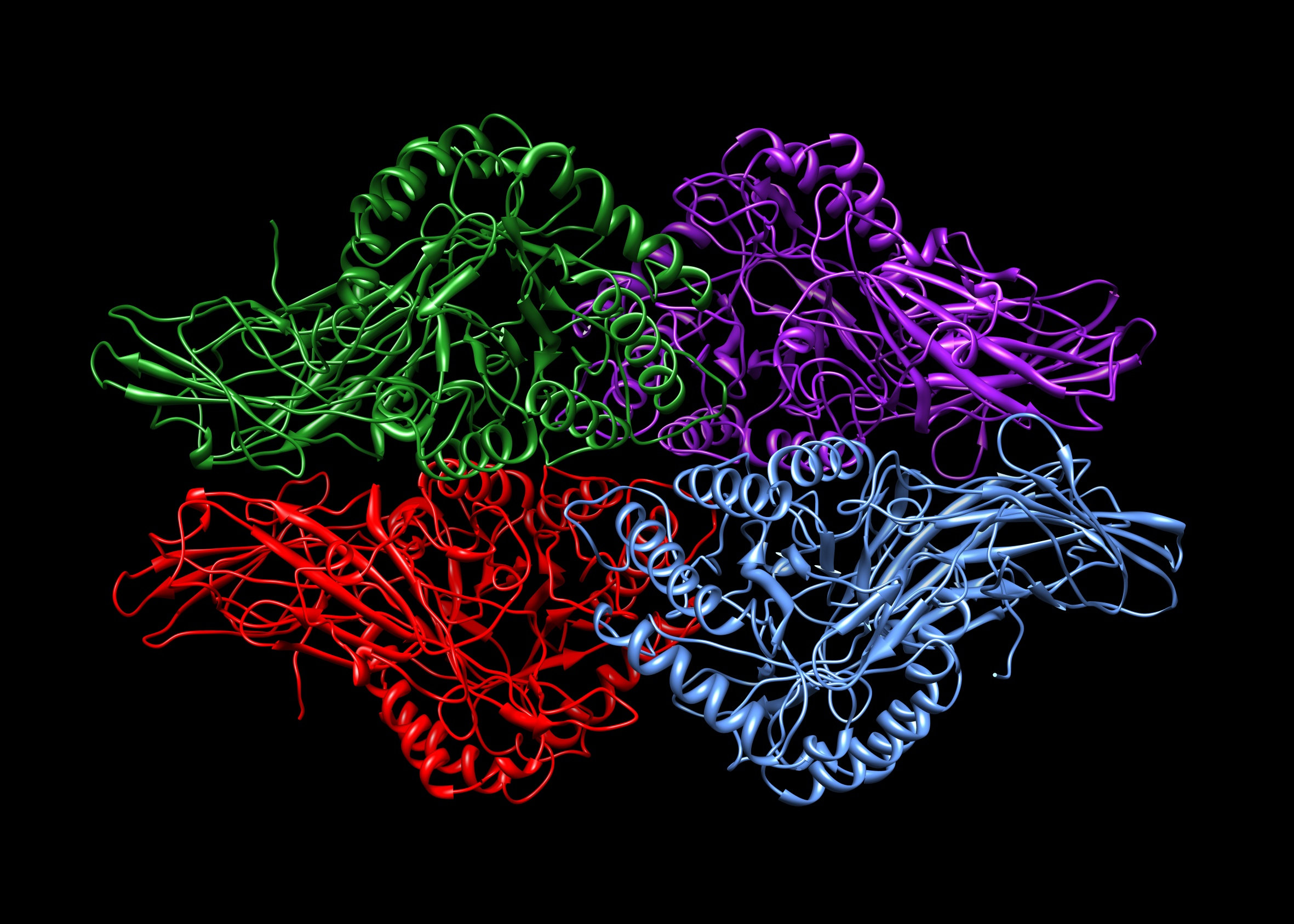
Гомотетрамерный комплекс β-глюкуронидаза. Все субъединицы имеют одинаковую аминокислотную последовательность.

Гомотетрамер — вид четвертичной структуры белка, в которой белковый комплекс состоит из четырёх одинаковых субъединиц, связанных нековалентно.
Примеры гомотетрамерных белков:
- ферменты, например β-глюкуронидаза;

- факторы экспорта, например SecB из Escherichia coli [3];

- переносчик иона магния CorA[4];

- лектины, например конканавалин A.